# Els tres mosqueters (pel·lícula de 1986)
Els tres mosqueters (títol original en anglès, The Three Musketeers) és una pel·lícula d'animació australiana de 1986 de Burbank Films Australia. Està basada en el clàssic francès d'Alexandre Dumas, Els tres mosqueters, i va ser adaptada per Keith Dewhurst. Va ser produïda per Tim Brooke-Hunt i va incloure la banda sonora original de Sharon Calcraft. S'ha doblat al català.
Encara que cronològicament la història se segueix a The Man in the Iron Mask de Burbank, aquesta darrera pel·lícula es va estrenar un any abans que Els tres mosqueters. Els drets d'autor de la pel·lícula són propietat de Pulse Distribution and Entertainment i administrats per la firma de gestió de drets digitals NuTech Digital.
És l'única vegada en qualsevol producció de Burbank que els personatges trenquen la quarta paret. De tant en tant, els personatges es dirigeixen de sobte al públic com si estiguessin a l'escena amb ells.